# Callisema iucaua
Callisema iucaua är en skalbaggsart som beskrevs av Martins och Maria Helena M. Galileo 1996. Callisema iucaua ingår i släktet Callisema och familjen långhorningar. Inga underarter finns listade.